# Jakobsleiter (Strickleiter)

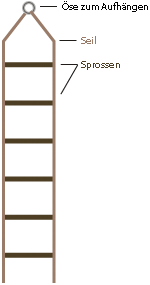
Skizze einer Jakobsleiter

Als Jakobsleiter (benannt nach der biblischen Jakobsleiter) wird in der Seefahrt eine Strickleiter bezeichnet.
Jakobsleitern sind einfach aufgebaute Strick- oder Tauleitern, bei denen runde Sprossen zwischen das meist vierkardeelige Naturtauwerk gesteckt und mittels Kreuzbändseln gesichert werden. Sie sind wesentlich einfacher zu handhaben als Lotsenleitern oder Gangways und werden zu Außenbordarbeiten im Hafen oder für die Rettungsboote verwendet. Im unbenutzten Zustand wird sie nicht über Bord hängengelassen, sondern zusammengerollt und weggeräumt.

## Typen
In der Seefahrt werden drei verschiedene Strickleiter-Typen benutzt:
- Lotsenleiter (englisch Pilot ladder), mit flachen Stufen und im Abstand von zwei Metern eine Spreizstufe, die das Verdrehen an der Bordwand verhindert
- Einbootungsleiter (englisch Embarkation ladder), wie die Lotsenleiter, jedoch ohne Spreizstufen
- Jakobsleiter (Knüppelleiter) (englisch Jacob's ladder), mit runden Stufen

Die Sicherheit der einzelnen Leitern nimmt von Lotsen- über Einbootungs- nach Jakobsleiter ab.